# BDWM Be 4/8
De Be 4/8 was een elektrisch treinstel met lagevloerdeel bestemd voor het regionaal personenvervoer van de Zwitserse spoorwegonderneming BDWM Transport AG (BDWM).

## Geschiedenis
De treinen werden bij Schweizerische Wagon- und Aufzugfabrik (SWS), SIG en Asea Brown Boveri (ABB) ontworpen en gebouwd ter vervanging van treinen van een ouder type namelijk BDe 4/4 en versterking van de BDe 8/8. Tot heden werden drie treinen van het type Be 4/8 werden aan de AAR Bus + Bahn als serie Be 4/8 verkocht.

## Constructie en techniek
Het treinstel is opgebouwd uit een aluminium frame met lagevloerdeel. Deze treinen kunnen tot drie stuks gecombineerd rijden.

## Treindiensten
De treinen werden door BDWM Transport AG (BDWM) ingezet op het traject:
- Dietikon - Wohlen.

## Foto's

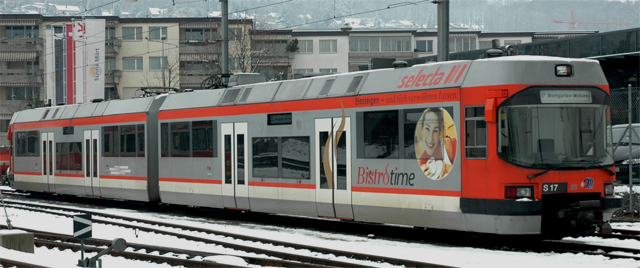
Be 25 op 26 februari 2006 te Bremgarten
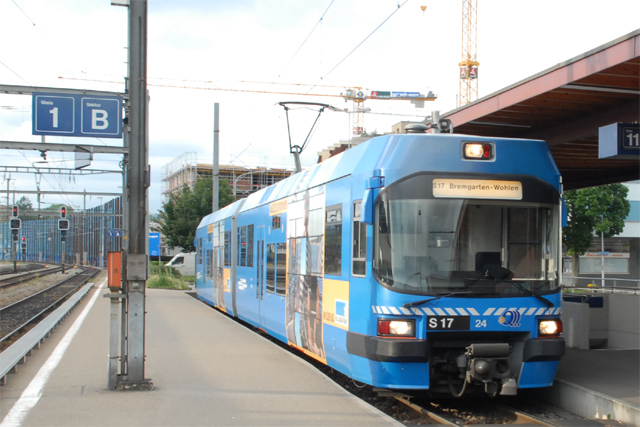
Be 24 op 27 mei 2007 te Dietikon